# ビジェイ・シン
ビジェイ・シン（Vijay Singh, 1963年2月22日 - ）は、フィジー・ラウトカ出身のインド系プロゴルファー。
メジャー大会で3勝を挙げた実力者であり、世界ランキング1位の座にもついた。生涯獲得賞金ランキング歴代5位。

## 経歴・人物
シンは1982年にプロ転向した後、世界各地のツアーを回りながら長期間の下積み生活を経てきた選手である。彼にはオーストラリアPGAツアーとアジアンゴルフサーキット（現アジアンツアー）から追放処分を受けた経歴もあった。
1993年からアメリカPGAツアーのメンバーになり、同年6月の「ビュイック・クラシック」で米国ツアー初優勝を挙げた。1995年から1998年までの間に、彼はPGAツアーで「53大会」連続予選通過記録を樹立したが、1998年マスターズ・トーナメントでの予選落ちで止まった。それから4か月後の全米プロゴルフ選手権で、シンは35歳にしてメジャー大会初優勝を果たす。
2000年のマスターズ・トーナメントで、シンは最終ラウンドを最終組で一緒に回ったデビッド・デュバルを振り切り、メジャー2勝目を挙げた。それからしばらく不調が続き、2001年シーズンはPGAツアーで優勝できなかったが、2002年3月の「シェル・ヒューストン・オープン」で2年ぶりのツアー優勝を果たす。2004年の全米プロゴルフ選手権で、シンはクリス・ディマルコ、ジャスティン・レナードの3人によるプレーオフを制し、この大会で6年ぶり2度目の優勝を遂げた。1か月後の9月、彼は5年以上連続でトップの座を守ってきたタイガー・ウッズを抜いて世界ランキング1位となった。2005年に世界ゴルフ殿堂入りを果たす。
2007年1月7日、シンはツアー開幕戦の「メルセデス・ベンツ選手権」で優勝し、40代での18勝目を挙げた。この優勝により、彼はサム・スニードの17勝を抜くツアー新記録を樹立した。

## メジャー大会優勝
- マスターズ・トーナメント：1勝（2000年）
- 全米プロゴルフ選手権：2勝（1998年、2004年）

## 略歴
- 1963年 フィジー・ラウトカに生まれる。
- 1984年 「マレーシアPGA選手権」でプロ初優勝。
- 1993年 PGAツアーにフル参戦を開始。「ビュイック・クラシック」で米国ツアー初優勝。
- 1995年-1998年 PGAツアーで「53大会」連続予選通過を果たす。
- 1998年 全米プロゴルフ選手権でメジャー大会初優勝。
- 2000年 マスターズで初優勝。メジャー2冠王になる。
- 2003年 初の賞金王。年間4勝を挙げる。
- 2004年 全米プロゴルフ選手権で6年ぶり2度目の優勝（メジャー大会3勝目）。9月7日にタイガー・ウッズから世界ランキング1位の座を奪取する。2年連続の賞金王。年間獲得賞金額で1000万ドルを突破した最初の選手になる。年間9勝は2000年のウッズと並ぶ快挙。PGAツアーの「年間最優秀選手」にも初めて選出された。
- 2005年 11月に世界ゴルフ殿堂入り。（世界ランキング1位のポジション保持記録は通算「32週」となった。）
- 2007年 1月7日に「メルセデス・ベンツ選手権」でツアー30勝目、ツアー新記録となる40代での18勝目をあげる。
- 2008年 フェデックスカップ第2代王者となる。3度目の賞金王。